# Отмъстителите (филм, 2012)
Вижте пояснителната страница за други значения на Отмъстителите.
„Отмъстителите“ (на английски: The Avengers) е американски супергеройски филм от 2012 г., включващ героите на Железния човек, Хълк, Тор, Капитан Америка, Ястребово око и Черната вдовица, и е шести подред филм в Киновселената на Марвел. Филмът си има три продължения – Отмъстителите: Ерата на Ултрон през 2015 г., Отмъстителите: Война без край през 2018 г. и „Отмъстителите: Краят“ през 2019 г.

## Резюме
Филмът събира супергероите – Железният човек, Невероятният Хълк, Богът на гръмотевиците – Тор, Капитан Америка и шпионите Черната вдовица и Ястребово око. Когато се появяват неочаквани врагове които заплашват целия свят, Ник Фюри, директор на Щаб за Интервенция и Тактическа Защита (Щ.И.Т.), събира отбор от герои, за да спасят света от разруха. Започва дързък опит за рекрутиране обхващащо целия глобус.

## Актьорски състав
| Актьор                 | Роля                             |
| ---------------------- | -------------------------------- |
| Робърт Дауни Джуниър   | Тони Старк / Железния човек      |
| Марк Ръфало            | Брус Банър / Хълк                |
| Крис Хемсуърт          | Тор                              |
| Крис Евънс             | Стив Роджърс / Капитан Америка   |
| Скарлет Йохансон       | Наташа Романов / Черната вдовица |
| Джереми Ренър          | Клинт Бартън / Ястребово око     |
| Самюъл Джаксън         | Ник Фюри                         |
| Том Хидълстън          | Локи                             |
| Кларк Грег             | Фил Колсън                       |
| Коби Смолдърс          | Мариа Хил                        |
| Максимилиано Хернандез | Джаспър Ситуел                   |
| Стелан Скарсгорд       | Ерик Селвиг                      |
| Гуинет Полтроу         | Пепър Потс                       |
| Пол Бетани             | Д.Ж.А.Р.В.И.С.                   |
| Пауърс Буут            | Гидиън Малик                     |
| Алексис Денисов        | Другият                          |
| Деймиън Пьотер         | Танос                            |
| Стан Лий               | Интервюираният гражданин         |

## Награди и номинации
| Награда                              | Категория                                    | Номиниран (и)                                | Резултат  |
| ------------------------------------ | -------------------------------------------- | -------------------------------------------- | --------- |
| Награди на филмовата академия на САЩ | Най-добри визуални ефекти                    | Най-добри визуални ефекти                    | номинация |
| Награда на БАФТА                     | Най-добри визуални ефекти                    | Най-добри визуални ефекти                    | номинация |
| Награда „Хюго“                       | Най-добро сценично представяне (дълга форма) | Най-добро сценично представяне (дълга форма) | награда   |
| Награда „Бредбъри“                   | Награда „Бредбъри“                           | Джос Уидън и Зак Пен                         | номинация |
| Сатурн                               | Най-добър научнофантастичен филм             | Най-добър научнофантастичен филм             | награда   |
| Сатурн                               | Най-добър режисьор                           | Джос Уидън                                   | награда   |
| Сатурн                               | Най-добър актьор в поддържаща роля           | Кларк Грег                                   | награда   |
| Сатурн                               | Най-добри специални ефекти                   | Най-добри специални ефекти                   | награда   |
| Сатурн                               | Най-добър сценарий                           | Джос Уидън                                   | номинация |
| Сатурн                               | Най-добър монтаж                             | Най-добър монтаж                             | номинация |